# 日本产业伙伴
日本产业伙伴股份有限公司（日语：／），是瑞穗金融集团旗下的日本型私募基金企业。

## 概要
日本产业伙伴是一家专注于企业重组，提供企业运营管理的资金及管理服务的日本式私募基金公司。该公司在2002年由瑞穗证券（瑞穗金融集团旗下公司）、NTT DATA（日本电信电话旗下公司）、贝恩策略顾问三家公司联合组建。由于瑞穗FG关联公司的关闭，以及股份转让等原因，2014年2月后该公司独立运营。

## 主要资本运作案例
- 协和发酵麒麟：2011年收购协和发酵麒麟（前身协和Neochem，原协和化学工业的石油化学关联部门）[3]。
- SKYLARK：2011年与贝恩资本共同出资收购[4]。
- 奥林巴斯：日本产业伙伴与ITX及原日商岩井集团于2012年收购因奥林巴斯事件陷入困境的奥林巴斯[5][6]。
- NEC BIGLOBE：網際網路服務供應商（ISP），2014年3月，BIGLOBE脱离NEC和住友集团，被日本产业伙伴私有化。[7][8]
- VAIO：2014年7月1日索尼出让旗下的个人电脑部门及「VAIO」品牌给日本产业伙伴，成立独立公司。[9][10][11][12]
- OM數位解決方案：2021年奧林巴斯出让旗下的影像部门。

## 运作基金
- 2002年12月10日設立 - 日本產業第一号投資事業有限責任組合
- 2005年2月28日設立 - 日本產業第二号投資事業有限責任組合
- 2008年7月31日設立 - 日本產業第三号投資事業有限責任組合
- 2013年3月29日設立 - 日本產業第四号投資事業有限責任組合